# اوا هودچکووا
اِوا هودچکووا (چکی: Eva Hudečková؛ زادهٔ ۳ دسامبر ۱۹۴۹) نویسنده، نمایشنامه‌نویس و بازیگر اهل جمهوری چک است.
از فیلم‌ها یا مجموعه‌های تلویزیونی که وی در آن‌ها نقش داشته‌است، می‌توان به «دربارهٔ عشق گم‌شده» اشاره نمود.